# Fu’an (ort i Kina, Jiangsu Sheng, lat 31,96, long 121,64)
Fu'an är en ort i Kina. Den ligger i provinsen Jiangsu, i den östra delen av landet, omkring 270 kilometer öster om provinshuvudstaden Nanjing. Antalet invånare är 75 652. Befolkningen består av 42 023 kvinnor och 33 629 män. Barn under 15 år utgör 11,0 %, vuxna 15-64 år 68 %, och äldre över 65 år 20,0 %.
Runt Fu'an är det tätbefolkat, med 849 invånare per kvadratkilometer. Närmaste större samhälle är Lüsigang, 11,8 km norr om Fu'an. Trakten runt Fu'an består till största delen av jordbruksmark.
Genomsnittlig årsnederbörd är 1 224 millimeter. Den regnigaste månaden är juli, med i genomsnitt 179 mm nederbörd, och den torraste är januari, med 36 mm nederbörd.